# Calamus optimus
Calamus optimus är en enhjärtbladig växtart som beskrevs av Odoardo Beccari. Calamus optimus ingår i släktet Calamus och familjen Arecaceae. Inga underarter finns listade i Catalogue of Life.